# 乾進丸 (1948年)
乾進丸（けんしんまる）は、かつて乾汽船が運行していた貨物船。元は日本海軍の未成敷設艦 仮称艦名第1822号艦。処女航海で遭難し沈没した。
船名は、乾汽船が運行した船としては2代目。乾汽船が運行した初代の乾進丸については、乾進丸 (1940年)を参照のこと。

## 船歴
太平洋戦争中、第二次戦時標準船の2DT型8番船として計画。1945年、通称マル戦計画中の昭和二十年度計画で起工前に海軍が買収のうえ敷設艦に設計変更され、第1821号艦型の2番艦、仮称艦名第1822号艦として計画変更となる。
1945年2月1日、浪速船渠で起工したが、戦時中の資材不足により鋼材の調達に見通しが立たなくなったため同年4月に工事取りやめとなった。
太平洋戦争後、戦後続行船として乾汽船に割り当てられ建造を再開。1948年4月12日進水。同年6月7日竣工。竣工後の処女航海で樺太へ向かったが、悪天候に遭遇し同年10月4日に沈没した。本船沈没後、小樽で慰霊祭が挙行された。
2015年末現在、本船は乾汽船が太平洋戦争後の海難で喪失した唯一の船である。なお、乾汽船が運航した乾進丸は初代、2代目ともに沈没し、2代目の本船が沈没した後は乾汽船では、乾進丸の船名を持つ船舶を取得していない。

### 事故の経過
以下、昭和24年8月31日付 小樽地方海難審判庁 事件番号：昭和23年樽審第57号「汽船乾進丸遭難事件」裁決書の記述による。
- 1948年8月30日 - 23時10分、樺太西海岸の北内幌でコーライトを積載するため小樽発。
  - 9月1日 - 6時、北内幌着。
    - 2日 - 7時、コーライトの積取を開始。
    - 9日 - 13時、1,130トンを積載したところで天候悪化のため荷役を中断。
    - 10日 - 0時30分頃、右舷錨鎖破断。左舷錨が走錨。1時47-48分、北内幌海岸で座礁。船底全般にわたって触礁し、第3船倉付近の破孔部から浸水。舵脱落。2時15分、浸水のため気主岬よりの方位182度、3.7kmの地点で沈坐。7時13分、乾進丸船長[注釈 9]は船舶運営会小樽支部へ救助を要請する。
    - 17日 - 6時、日本サルヴェージの救助船山陽丸が遭難現場に到着。翌18日から船固めを開始。

  - 10月1日 - 3時から排水作業を開始。コーライト約120トン投棄。
    - 2日 - 10時、離礁に成功。22時20分、乾進丸は山陽丸に曳航され小樽へ向け北内幌発。曳航速力毎時4カイリ。23時、乾進丸の船体が動揺し浸水が発生したため、気主岬沖で海馬島へ向け変針。
    - 3日 - 1時頃、船体の動揺によりコーライトの荷崩れが発生し排水ポンプが故障。10時頃、海馬島灯台沖で投錨し停泊。21時、山陽丸技師[注釈 10]は船舶運営会に対し引き船の派遣を要請する。
    - 4日 - 朝鮮半島東岸から進行したものと黒竜江流域から進行したものと、2つの発達した低気圧が合一してなお発達する傾向があったため、山陽丸技師は天候がさらに悪化する前の稚内への回航を決断し、17時20分海馬島発。出発後、風浪のためコーライトの荷崩れと排水ポンプの故障が発生。23時10分頃、傾斜による浸水のため船体沈下。遭難信号発信。23時20分頃、乗組員と作業員の退船を開始。23時45分、乾進丸は海馬島灯台よりの方位305度、11カイリの地点で沈没[注釈 11]。山陽丸は機艇を発進させ、山陽丸もまた遭難者の救助にあたる。
    - 5日 - 0時20分頃、山陽丸の機艇が12名を救助し山陽丸に帰着。山陽丸は8名を救助。0時50分頃、山陽丸の機艇が10名を救助し山陽丸に帰着。12時、本斗を出港した相洲丸が海馬島沖で乾進丸のものとみられる漂流物を発見したため、山陽丸が現場へ向かったが遭難者は発見できなかった。
    - 6日 - 乾進丸の遭難者を捜索するため、千歳丸と帝海丸が遭難現場に来着。21時、山陽丸は補給のため小樽へ回航。
    - 7日 - 第七萬榮丸が遭難現場に来着。23時40分、山陽丸は小樽に入港。
    - 8日 - 14時43分帝海丸に対して、15時相洲丸に対してそれぞれ船舶運営会小樽支部から小樽への帰還が指示される。
    - 9日 - 千歳丸は捜索を打ち切り、小樽へ回航。紋別で乾進丸の乗員1名の死体が収容される。
    - 10日 - 網走で乾進丸の乗員1名の死体が、網走沖で山陽丸技師1名の死体が機帆船に、それぞれ収容される。
    - 11日 - 18時、第七萬榮丸に対して船舶運営会小樽支部から乾進丸の捜索打ち切りが指示される。乾進丸の乗員50名中28名と、乾進丸に乗船していた山陽丸技師と乗員あわせて13名中2名が山陽丸に救助されたが、山陽丸技師ほか2名が死体で収容され、乾進丸船長ほか29名が行方不明となった。
- 1949年8月31日 - 小樽地方海難審判庁にて裁決言渡。裁決では北内幌での座礁は乾進丸船長の天候に対する判断誤りが、沈没は山陽丸技師が乾進丸の船体に執着して海馬島から稚内への早期回航を乾進丸に強いたことが基因であるとし、乾進丸の船体を放棄するかあるいは救助の再挙を図り人命の保全に尽力すべきだったと指摘した。